# Потапова, Анастасия Сергеевна
Анастаси́я Серге́евна Пота́пова (род. 30 марта 2001, Саратов, Россия) — российская теннисистка; победительница шести турниров WTA (из них три в одиночном разряде); победительница одного юниорского турнира Большого шлема в одиночном разряде (Уимблдон-2016); финалистка трёх юниорских турниров Большого шлема в парном разряде (Открытый чемпионат США-2015, Открытый чемпионат Франции-2016, 2017); бывшая первая ракетка мира в рейтинге ITF среди юниоров.

## Общая биография
Мать — Юлия Валерьевна Потапова — КМС по волейболу. В настоящее время[какое?] работает в инвестиционной компании. Бабушка — Ольга Борисовна Павлинова — тренер по баскетболу, играла за сборную Физкультурного института в Саратове.
Потапова стала заниматься теннисом с пяти лет. До семи лет её тренером была Оксана Владимировна Кузьмина.
В возрасте 9 лет впервые приняла участие в турнире в Волгограде и заняла первое место. Эта победа стала знаковой для Анастасии, поскольку благодаря этому достижению она поняла, что хочет заниматься теннисом на профессиональном уровне.
Уже в 2013 году выиграла турнир категории Tennis Europe 3 O1 Properties Khimki Junior Open , благодаря чему её заметил бизнесмен Александр Островский. Он предложил семье и тренеру Анастасии (на тот момент Анастасия уже занималась с Ириной Дорониной) переехать поближе к Москве и начать тренироваться в Академии в Химках на полном обеспечении и, таким образом, Потапова с 2013 года начала тренироваться в Академии Александра Островского. В Академии её личным тренером осталась Ирина Доронина, а тренером по ОФП стал Олег Вовк.
В начале декабря 2023 года вышла замуж за российского теннисиста Александра Шевченко. В начале ноября 2024 года стало известно об их разводе.

## Спортивная карьера

### Юниорская карьера

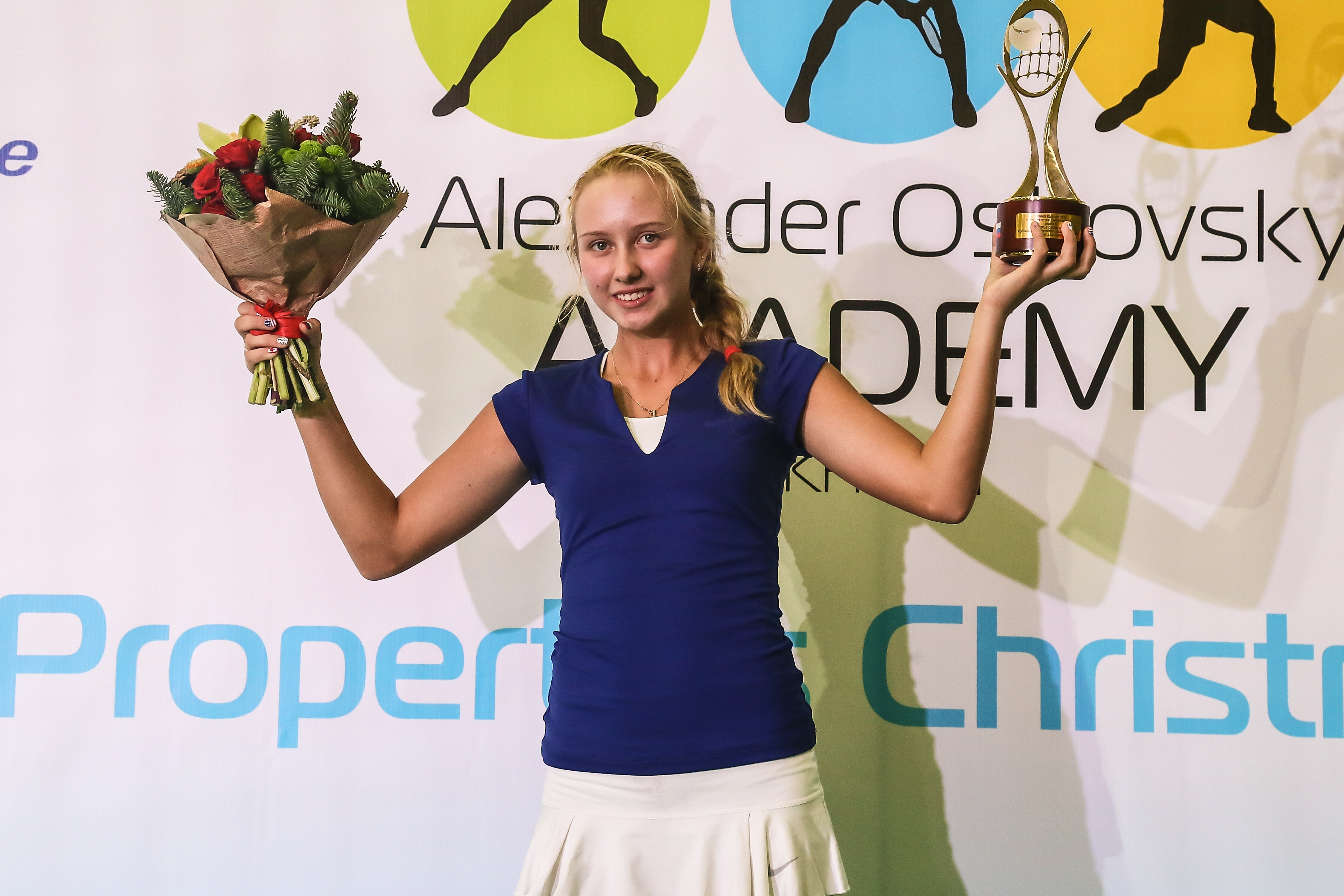
После победы на юниорском турнире в Химках в 2015 году

Потапова заявила о себе на юниорском этапе карьере, став одним из лидеров своего поколения. В Юниорском туре ITF она впервые сыграла в апреле 2014 года через две недели после 13-летия и одержала победу на первом же соревновании в Израиле. В 2014 году Потапова одержала победу в двух турнирах в возрастной категории до 14 лет: во Флориде (США) (обыграв Кэти Макнелли со счётом 6-4, 4-6, 6-3) и Orange Bowl (выиграв 6:4, 6:3 у Бьянки Андрееску).
В январе 2015 года стала победительницей Tennis Europe Christmas Cup в возрасте до 14 лет в одиночном (6:2, 6:1 против Наташи Шубаш), и в парном разряде (совместно с соотечественницей Марией Новиковой против дуэта из США Кейси Харви и Наташа Шубаш со счетом 6:4, 6:1), а также выиграла соревнование во Франции в одиночном разряде (6:1, 6:1 против Зейнеп Наз Озтюрк). На турнирах юниорского цикла ITF она смогла выиграть три титула и один раз проиграла в финале. В июле Потапова получила приглашение выступить на юниорском Уимблдоне, где прошла до четвертьфинала. В сентябре на юниорском Открытом чемпионате США удалось дойти до парного финала совместно с Анной Калинской. В декабре Потапова дошла до полуфинала американского турнира Orange Bowl.
Юниорский Открытый чемпионат Австралии 2016 года завершился в четвертьфинале. В мае Потапова доиграла до полуфинала миланского турнира категории A, а затем и на Ролан Гаррос, где ещё и дошла до парного финала в команде с Олесей Первушиной. 1 июля 2016 года Анастасия одержала победу в турнире 1-й категории в Рохамптоне, обыграв на пути к титулу в том числе Клер Лю, Софию Кенин, Ольгу Данилович и в финале Олесю Первушину. 9 июля Анастасия Потапова выиграла Уимблдонский турнир среди юниоров, одолев Даяну Ястремскую в финале со счётом 6-4, 6-3. Потапова стала третьей в истории спортсменской из России, выигравшей юниорский Уимблдон. После Уимблдона Потапова смогла возглавить юниорский рейтинг среди девушек. В конце года на престижном юниорском турнире Orange Bowl она вышла в финал в одиночках и выиграла в парах в альянсе с Ольгой Данилович из Сербии.
В 2017 году, уже активно играя взрослые турниры, на юниорском уровне выступила только на Открытом чемпионате Франции, дойдя до парного финала совместно с Первушиной.

### Начало взрослой карьеры

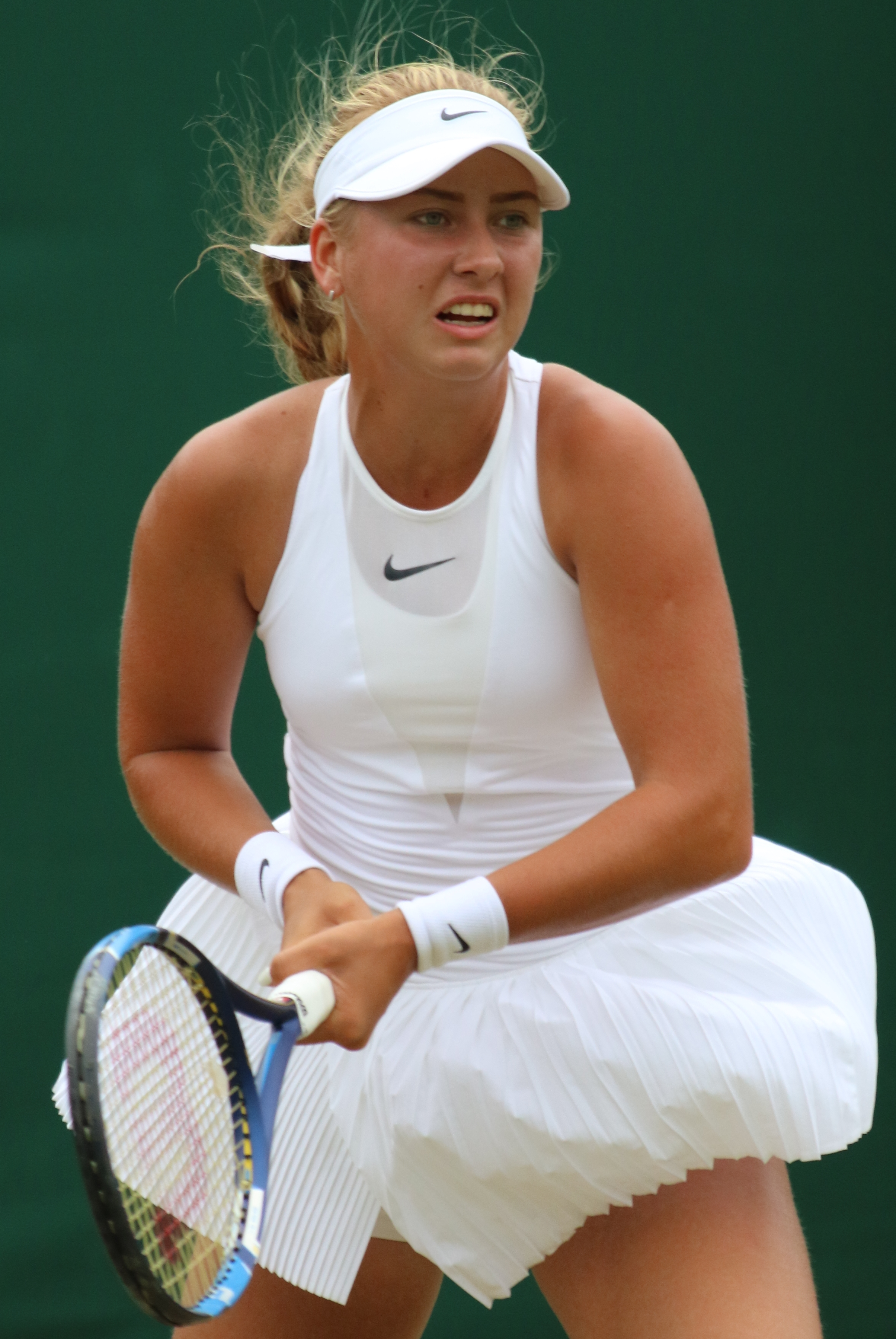
На Уимблдоне в 2017 году

Первый раз сыграла на официальном турнире в конце 2015 года, но полностью сосредоточилась на взрослых турнирах с 2017 года. В марте она выиграла свой первый титул, взяв 25-тысячник из цикла ITF в Бразилии. Затем (в Майами) она сыграла первую квалификацию на попадание на соревнования WTA-тура. В первом раунде отбора она победила Марию Саккари в трёх сетах, но во втором проиграла Яне Чепеловой в двух. В мае на 25-тысячнике ITF в Химках смогла взять первый взрослый титул в парах (в дуэте с Первушиной). В июне Потапова в возрасте 16 лет прошла квалификацию на свой первый турнир серии Большого шлема (а также первый в основном туре), победив в финале отбора на Уимблдон Елизавету Куличкову. В первом раунде она проиграла первый сет Татьяне Марии и снялась по ходу второго. Затем Анастасия вылетела из квалификации на турнир Гштаде (проиграв Антонии Лоттнер). На 80-тысячнике цикла ITF в Праге ей удалось выиграть парный приз в партнёрстве с Даяной Ястремской. В августе вышла в четвертьфинал 60-тысячника ITF в Турции, в котором в трёх сетах проиграла соотечественнице Виталии Дьяченко. В октябре попыталась попасть на московский Кубка Кремля, но проиграла в первом раунде квалификации Арине Родионовой. Зато в парной сетке она сыграла, проиграв в четвертьфинале совместно с Верой Лапко.
На старте сезона 2018 года Потапова сыграла на 15-тысячнике ITF в Египте, где доиграла до финала в одиночках и паре. В феврале она получила уайлд-кард на турнир WTA в Санкт-Петербурге. В первом матче она победила Татьяну Марию в двух сетах, а во раунде проиграла Каролине Возняцки, взяв только один гейм за матч. Затем Потапова сыграла первый матч в составе национальной сборной в Кубке Федерации и проиграла его Виктории Кужмовой, оформив победу команды Словакии. В апреле Анастасия дошла до четвертьфинала 60-тысячника из цикла ITF в Стамбуле, где проиграла Виктории Кужмовой в двух сетах. В мае Потапова добралась до финала на домашнем 100-тысячнике ITF в Химках, уступив теннисистке из Беларуси Вере Лапко в двух сетах. В июле снова уступила в финале — на сей раз на 60-тысячнике ITF в Риме (Италия), проиграв Даяне Ястремской со счётом 1-6, 0-6.
В конце июля 2018 года Потапова удачно сыграла на турнире WTA в Москве. Получив уайлд-кард на домашний турнир, ей удалось выйти в дебютный финал в основном туре в возрасте 17 лет, в котором она проиграла сверстнице Ольге Данилович со счётом 5-7, 7-6, 4-6. В парном разряде совместно с опытной Верой Звонарёвой удалось прийти к первому в карьере титулу WTA. Следующий раз удачно выступить удалось в сентябре на турнире в Ташкенте, где, начав свой путь с квалификации, Потапова выиграла шесть матчей подряд и только в финале проиграла соотечественнице Маргарите Гаспарян. Этот результат позволил впервые войти в топ-100 одиночного рейтинга, а по итогам сезона она заняла 94-е место.
2019 год для Анастасии Потаповой начался турниром в Брисбене (Австралия), где она проиграла в первом же матче теннисистке из Беларуси Александре Соснович со счетом 4-6, 5-7. На Открытом чемпионате Австралии Потапова в первом матче обыграла Полин Пармантье в двух сетах. Во втором круге закончила выступление, проиграв также в двух сетах Мэдисон Киз. В феврале на турнире в Будапеште (Венгрия) Анастасия смогла добраться до полуфинала, где проиграла (0-6, 2-6) Маркете Вондроушовой. В апреле 2019 года Потапова помогла сборной России в отборочном матче Кубка Федерации обыграть команду Италии. Она не смогла пройти квалификацию на турнир в Мадриде, проиграв во втором раунде отбора Вере Звонарёвой со счётом 6-4, 2-6, 6-7. В первом раунде Открытого чемпионата Франции Потапова выиграла первый раз теннисистку из топ-10, нанеся поражение № 5 в мире на тот момент Анжелике Кербер (6-4, 6-2). Однако во втором раунде она проиграла Маркете Вондроушовой. Уимблдон также завершился на стадии второго раунда.
В июле Анастасия завоевала свой второй титул на турнирах WTA в парном разряде (в Лозанне совместно с россиянкой Яной Сизиковой). На следующем турнире в Юрмале удалось доиграть до полуфинала уже в одиночном разряде. На Открытом чемпионате США проиграла в первом раунде американке Кори Гауфф в трёх сетах. В конце сезона Потапова не показывала сильных результатов и завершила сезон в конце топ-100 (на 93-й позиции).

### 2020—2022 (первый одиночный титул WTA)

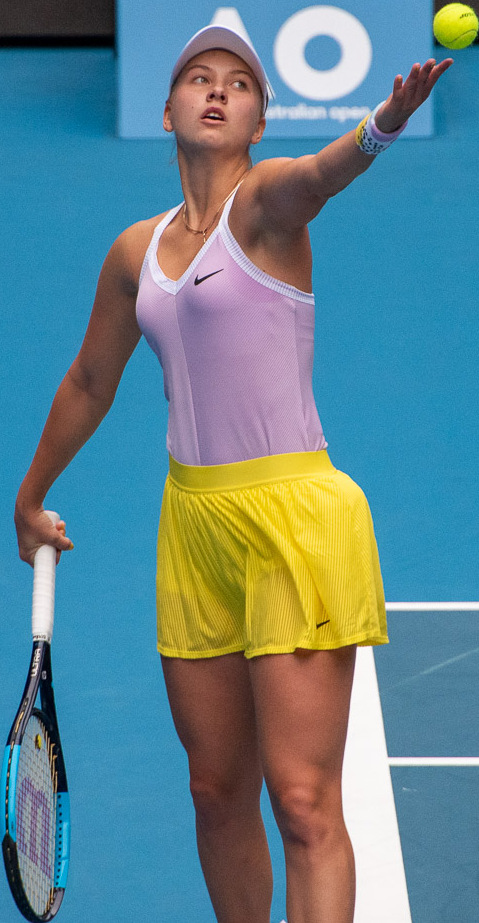
На Открытом чемпионате Австралии 2020 года

В начале января 2020 года на турнире в Брисбене Потапова смогла выйти в четвертьфинал, а на Открытом чемпионате Австралии уже в первом раунде её соперницей стала Серена Уильямс, которой она проиграла 0-6, 3-6. В феврале на турнир в Санкт-Петербурге пришлось отбираться через квалификацию и успешно справившись с отбор она выиграла два матча в основной сетке, пройдя в четвертьфинал. Далее она добилась ещё двух выходов в 1/4 финала в Мексике (на турнирах в Акапулько и Монтеррее). После паузы в сезоне Потапова больше не выступала, закончив сезон на 100-й позиции рейтинга.
На Открытом чемпионате Австралии 2021 года Потапова впервые смогла выйти в третий раунд Большого шлема, где она сыграла ещё раз против Серены Уильямс и уступила — 6-7, 2-6. После поражения она сыграла на турнире в Мельбурне и смогла достичь парного финала с Анной Блинковой. В марте на турнире серии Премьер 5 в Дубае удалось обыграть Лауру Зигемунд, Мэдисон Киз и Белинду Бенчич, пройдя в четвертьфинала, в котором она проиграла Барборе Крейчиковой. На весенних турнирах на грунте Потапова не проходила дальше второго раунда и, как итог, на Ролан Гаррос проиграла в первом раунде Лейле Фернандес. В июне на траве она сыграла два турнира, выйдя в четвертьфинал в Бирмингеме и проиграв в первом раунде Уимблдона Донне Векич. На Открытом чемпионате США Потапова также проиграла на старте — Джессике Пегуле из США. Осенью лучшим результатом стал выход в 1/4 финала в Нур-Султане.
На старте сезона 2022 года Потапова вышла в четвертьфинал турнира в Мельбурне. Открытый чемпионат Австралии завершился поражением в первом раунде от Камилы Джорджи. В феврале россиянка потеряла место в первой сотне рейтинга. Вернуть позицию в топ-100 удалось в апреле после победы на первом в карьере одиночном турнире WTA. Потапова на турнире в Стамбуле, начав с квалификации, выиграла семь матче подряд, в том числе обыграв в финале соотечественницу Веронику Кудерметову (6-3, 6-1). На Ролан Гаррос пришлось проходить через квалификацию и россиянке этого сделать не удалось.
В июле 2022 года на грунтовых турнирах в Лозанне и Гамбурге дошла до полуфинала, а затем на харде турнира в Праге смогла выйти в финал и обыграть в 1/4 финала вторую ракетку мира Анетт Контавейт (6-1, 6-1). В решающем матче она проиграла чешке Марии Боузковой (0-6, 3-6). Июльские результаты позволили Потаповой впервые войти в топ-50, поднявшись за месяц на более чем 30 позиций рейтинга. В Праге также удалось выиграть парный приз в команде с Яной Сизиковой. На Открытом чемпионате США она уступила во втором раунде Чжэн Циньвэнь из Китая. Осенью один раз удалось выйти в полуфинал на турнире в Клуж-Напоке. По итогам сезона она стала № 43 в мировом рейтинге.

### 2023 год (второй титул WTA и топ-25)
На Открытом чемпионате Австралии 2023 года в первом раунде получилось обыграть Слоан Стивенс (7-6, 6-4), однако во втором уступила Нурии Паррисас Диас из Испании (3-6, 2-6). В парном разряде в Австралии в партнёрстве с Ребеккой Петерсон удалось дойти до четвертьфинала. После этого россиянка сыграла на турнире в Лионе, пройдя там в 1/4 финала. На следующем зальном турнире в Линце взяла второй одиночный титул в карьере, победив в финале Петру Мартич (6-3, 6-1). Через неделю после этого она поднялась в топ-30. В марте Потапова вышла в четвертьфинал статусного турнира в Майами. В третьем раунде была обыграна № 6 в мире Кори Гауфф (6-7, 7-5, 6-2), затем Чжэн Циньвэнь (6-4, 7-6), а в матче за выход в 1/2 финала проиграла Джессике Пегуле на тай-брейке третьего сета (6-4, 3-6, 6-7).
Грунтовый отрезок сезона она начала с выступления на Штутгарте, где обыграла вновь Петру Мартич (6-3, 3-6, 7-6) и № 6 в мире Кори Гауфф (6-2, 6-3). Далее она выиграла у № 5 в мире Каролин Гарсии (4-6, 6-3, 6-3) и вышла в полуфинал, в котором уступила Арине Соболенко (1-6, 2-6). На крупных соревнованиях в Мадриде и Риме она в третьем раунде оба раза проиграла Веронике Кудерметовой. На Ролан Гаррос вышла в третий раунд, где её обыграла Анастасия Павлюченкова. 19 июня Потапова поднялась на неделю на самую высокую в карьере 21-ю строчку рейтинга.
В июне на траве в Бирмингеме Потапова дошла до полуфинала. На Уимблдоне вышла в третий раунд, в котором проиграла 16-летней соотечественнице Мирре Андреевой. Летнюю хардовую часть сыграла неудачно и на Открытом чемпионате США проиграла в первом раунде Кларе Таусон из Дании. В сентябре на турнире в Сан-Диего Потапова во втором раунде победила № 7 в мире Онс Жабёр (6-4, 7-6), но в 1/4 финала проиграла американке Софии Кенин.

### 2025 год (третий титул WTA)
В феврале 2025 года выиграла свой третий одиночный титул, став чемпионкой турнира WTA 250 в Клуж-Напоке. В финале Потапова победила Лючию Бронцетти со счётом 4:6, 6:1, 6:2.

## Итоговое место в рейтинге WTA по годам[24]
| Год  | Одиночный рейтинг | Парный рейтинг |
| 2024 | 35                | 82             |
| 2023 | 28                | 133            |
| 2022 | 43                | 41             |
| 2021 | 69                | 86             |
| 2020 | 100               | 131            |
| 2019 | 93                | 107            |
| 2018 | 94                | 120            |
| 2017 | 237               | 253            |

## Выступления на турнирах

### Финалы турнировWTAв одиночном разряде (6)

#### Победы (3)
| Легенда:                      |
| ----------------------------- |
| Турниры Большого шлема (0)    |
| Олимпиада (0)                 |
| Итоговый турнир WTA (0)       |
| Premier 5 / WTA 1000 (0)      |
| Premier / WTA 500 (0)         |
| International / WTA 250 (3+3) |

| Титулы по покрытиям | Титулы по месту проведения матчей турнира |
| ------------------- | ----------------------------------------- |
| Хард (2+1)          | Зал (2)                                   |
| Грунт (1+2)         | Зал (2)                                   |
| Трава (0)           | Открытый воздух (1+3)                     |
| Ковёр (0)           | Открытый воздух (1+3)                     |

| №  | Дата            | Турнир               | Покрытие   | Соперница в финале   | Счёт        |
| 1. | 24 апреля 2022  | Стамбул, Турция      | Грунт      | Вероника Кудерметова | 6-3 6-1     |
| 2. | 12 февраля 2023 | Линц, Австрия        | Хард (зал) | Петра Мартич         | 6-3 6-1     |
| 2. | 9 февраля 2025  | Клуж-Напока, Румыния | Хард (зал) | Лючия Бронцетти      | 4-6 6-1 6-2 |

#### Поражения (3)
| №  | Дата             | Турнир              | Покрытие | Соперница в финале | Счёт           |
| 1. | 29 июля 2018     | Москва, Россия      | Грунт    | Ольга Данилович    | 5-7 7-6(1) 4-6 |
| 2. | 29 сентября 2018 | Ташкент, Узбекистан | Хард     | Маргарита Гаспарян | 2-6 1-6        |
| 3. | 31 июля 2022     | Прага, Чехия        | Хард     | Мария Боузкова     | 0-6 3-6        |

### Финалы турнировITFв одиночном разряде (4)

#### Победа (1)
| Легенда:         |
| ---------------- |
| 100.000 USD (0)  |
| 80.000 USD (0+1) |
| 60.000 USD (0)   |
| 25.000 USD (1+1) |
| 15.000 USD (0)   |

| Титулы по покрытиям | Титулы по месту проведения матчей турнира |
| ------------------- | ----------------------------------------- |
| Хард (0+1)          | Зал (0+1)                                 |
| Грунт (1+1)         | Зал (0+1)                                 |
| Трава (0)           | Открытый воздух (1+1)                     |
| Ковёр (0)           | Открытый воздух (1+1)                     |

| №  | Дата         | Турнир             | Покрытие | Соперница в финале | Счёт           |
| 1. | 5 марта 2017 | Куритиба, Бразилия | Грунт    | Аманда Анисимова   | 6-7(7) 7-5 6-2 |

#### Поражения (3)
| №  | Дата           | Турнир               | Покрытие   | Соперница в финале | Счёт        |
| 1. | 21 января 2018 | Шарм-эш-Шейх, Египет | Хард       | Юлия Готовко       | 4-6 6-4 5-7 |
| 2. | 5 мая 2018     | Химки, Россия        | Хард (зал) | Вера Лапко         | 1-6 3-6     |
| 3. | 8 июля 2018    | Рим, Италия          | Грунт      | Даяна Ястремская   | 1-6 0-6     |

### Финалы турнировWTAв парном разряде (4)

#### Победы (3)
| №  | Дата         | Турнир             | Покрытие | Партнёрша      | Соперницы в финале                  | Счёт    |
| 1. | 29 июля 2018 | Москва, Россия     | Грунт    | Вера Звонарёва | Галина Воскобоева Александра Панова | 6-0 6-3 |
| 2. | 21 июля 2019 | Лозанна, Швейцария | Грунт    | Яна Сизикова   | Моника Адамчак Хань Синьюнь         | 6-2 6-4 |
| 3. | 31 июля 2022 | Прага, Чехия       | Хард     | Яна Сизикова   | Ангелина Габуева Анастасия Захарова | 6-3 6-4 |

#### Поражение (1)
| №  | Дата            | Турнир              | Покрытие | Партнёрша     | Соперницы в финале            | Счёт           |
| 1. | 19 февраля 2021 | Мельбурн, Австралия | Хард     | Анна Блинкова | Анкита Райна Камилла Рахимова | 6-2 4-6 [7-10] |

### Финалы турнировITFв парном разряде (4)

#### Победы (2)
| №  | Дата         | Турнир        | Покрытие   | Партнёрша        | Соперницы в финале                 | Счёт    |
| 1. | 6 мая 2017   | Химки, Россия | Хард (зал) | Олеся Первушина  | Екатерина Казионова Дарья Кружкова | 6-0 6-1 |
| 2. | 29 июля 2017 | Прага, Чехия  | Грунт      | Даяна Ястремская | Михаэла Бузарнеску Алёна Фомина    | 6-2 6-2 |

#### Поражения (2)
| №  | Дата           | Турнир               | Покрытие | Партнёрша       | Соперницы в финале       | Счёт           |
| 1. | 21 января 2018 | Шарм-эш-Шейх, Египет | Хард     | Екатерина Яшина | Джада Льюис Эрин Рутлифф | 6-0 5-7 [6-10] |
| 2. | 14 апреля 2018 | Стамбул, Турция      | Хард     | Ольга Дорошина  | Айла Аксу Хэрриет Дарт   | 4-6 6-7(3)     |

## История выступлений на турнирах
По состоянию на 9 июня 2025 года
Для того, чтобы предотвратить неразбериху и удваивание счета, информация в этой таблице корректируется только по окончании участия там данного игрока.
| Турнир                       | 2017  | 2018  | 2019  | 2020  | 2021  | 2022  | 2023  | 2024  | 2025  | Итог   | В/П за карьеру |
| ---------------------------- | ----- | ----- | ----- | ----- | ----- | ----- | ----- | ----- | ----- | ------ | -------------- |
| Турниры Большого шлема       |       |       |       |       |       |       |       |       |       |        |                |
| Открытый чемпионат Австралии | -     | -     | 2Р    | 1Р    | 3Р    | 1Р    | 2Р    | 1Р    | 2Р    | 0 / 7  | 5-7            |
| Открытый чемпионат Франции   | -     | -     | 2Р    | -     | 1Р    | К     | 3Р    | 4Р    | 2Р    | 0 / 5  | 7-5            |
| Уимблдонский турнир          | 1Р    | -     | 2Р    | НП    | 1Р    | -     | 3Р    | 1Р    |       | 0 / 5  | 3-5            |
| Открытый чемпионат США       | -     | К     | 1Р    | -     | 1Р    | 2Р    | 1Р    | 3Р    |       | 0 / 5  | 3-5            |
| Итог                         | 0 / 1 | 0 / 0 | 0 / 4 | 0 / 1 | 0 / 4 | 0 / 2 | 0 / 4 | 0 / 4 | 0 / 2 | 0 / 22 |                |
| В/П в сезоне                 | 0-1   | 0-0   | 3-4   | 0-1   | 2-4   | 1-2   | 5-4   | 5-4   | 2-2   |        | 18-22          |

| Турнир                       | 2019  | 2021  | 2022  | 2023  | 2024  | 2025  | Итог   | В/П за карьеру |
| ---------------------------- | ----- | ----- | ----- | ----- | ----- | ----- | ------ | -------------- |
| Турниры Большого шлема       |       |       |       |       |       |       |        |                |
| Открытый чемпионат Австралии | -     | -     | 1/4   | 2Р    | 1Р    | 1Р    | 0 / 4  | 4-4            |
| Открытый чемпионат Франции   | -     | 2Р    | 2Р    | 1Р    | 2Р    | 1/4   | 0 / 5  | 6-5            |
| Уимблдонский турнир          | 1Р    | 1Р    | О     | -     | 1Р    |       | 0 / 3  | 0-3            |
| Открытый чемпионат США       | 1Р    | -     | 2Р    | 2Р    | 1Р    |       | 0 / 4  | 2-4            |
| Итог                         | 0 / 2 | 0 / 2 | 0 / 3 | 0 / 3 | 0 / 4 | 0 / 2 | 0 / 16 |                |
| В/П в сезоне                 | 0-2   | 1-2   | 5-3   | 2-3   | 1-4   | 3-2   |        | 12-16          |